# 澳门基督教青年会
澳門基督教青年會（Young Men’s Christian Association of Macau， YMCA Macau）是澳門的一個非營利機構，於1994年2月9日成立。2001年3月，承辦原澳門社工局防治藥物依賴廳轄下之青年社區中心。於2002年獲澳門青年事會委員會頒授2001年度「青年事務委員會獎」。其轄下有學生輔導、青年社區中心、青少年服務隊、青少年院舍、藥物使用次級預防等服務，並設有旅舍（基於澳門法例僅供團體租借。

## 工作爭議
2020年曾有內部員工至匿名社群發文，指該機構以半強逼方式要求簽署自願加班。而其內部晉升及加薪機制不明確亦令部分員工離開。